# گریتیه گیلارد

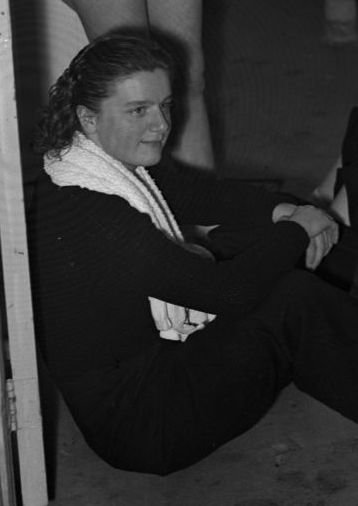
گریتیه گیلارد - ۱۹۴۹

گریتیه گیلارد (به انگلیسی: Greetje Galliard) (زادهٔ ۲۵ نوامبر ۱۹۲۶) شناگر اهل هلند است.